# Туризм в Курской области
Туризм в Курской области — отрасль экономики Курской области. Основными видами туризма являются деловой, религиозный, событийный и культурно-познавательный.
Инфраструктура туризма в Курской области (по состоянию на 25.06.2020 г.)
Туристская инфраструктура региона включает:
-    90 туристических предприятий (туроператоры и турагенты) – в том числе 8 туроператоров;
-    134 коллективных средства размещения, общая вместимость – 10169 мест;
-    8 санаторных учреждений;
-    21 детский оздоровительный лагерь;
-    4 выставочных комплекса;
-    22 базы отдыха;
-    1 туристско-информационный центр;
-    11 основных экскурсионных маршрутов по Курской области;
-    1 межрегиональный туристический маршрут;
-    объём туристического потока (количество лиц, размещенных в КСР) – 211,2 тыс.чел.;
-    более 9 тыс. человек задействовано в туристической отрасли региона (работники турпредприятий, коллективных средств размещения, санаторно-курортных организаций).
По состоянию на 25.06.2020 года сертификацию прошли 32 коллективных средства размещения региона.

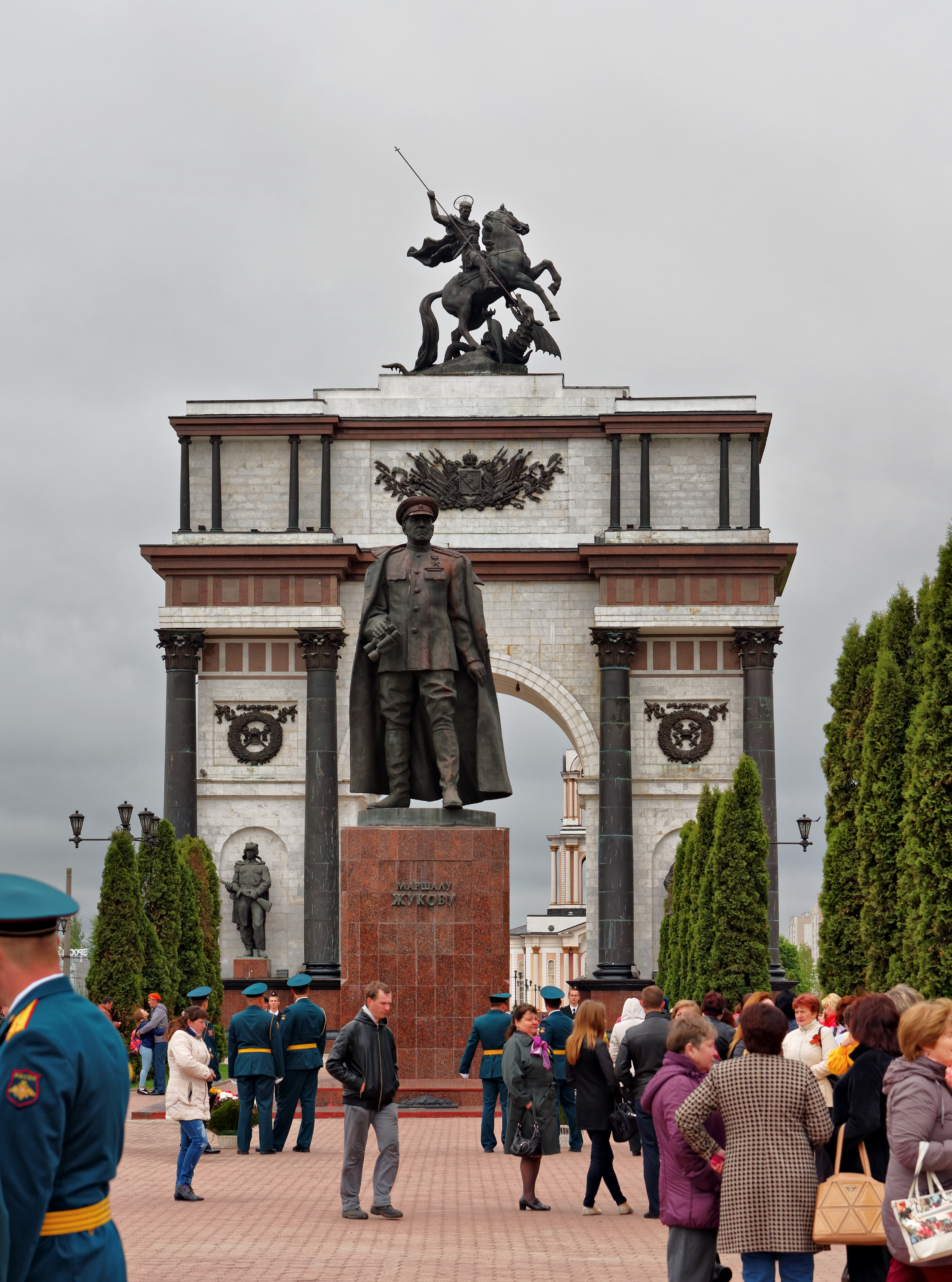
Мемориальный комплекс «Курская дуга», Курск

## Достопримечательности

### Природные
На территории Курской области расположен Центрально-Чернозёмный заповедник, состоящий из 6 участков,например,участок Баркаловка (368 га) входит в состав Изумрудной сети и находится под охраной. Заповедник является единственным в мире эталоном луговой лесостепи, эти земли никогда не вспахивались. В северной части Курской области располагается 2/3 Михайловского водохранилища на реке Свапа, уходящего в Орловскую область.
К природным достопримечательностям можно отнести и курских соловьёв, чьё пение в рощах, парках, перелесках способно удивить не только знатоков птичьего пения, но и людей, далёких от этого. Недаром Курскую область называют соловьиным краем, а сам соловей — её символ. С 2007 года в Курске открыт музей, посвящённый этой певчей птице.

### Культурно-исторические
В области находится множество мест, связанных с Великой Отечественной войной. В Железногорском районе с 1975 года существует музей партизанской славы «Большой Дуб» на месте посёлка, уничтоженного нацистами 17 октября 1942 года. В посёлке Поныри находится мемориальный комплекс «Героям Северного фаса Курской Дуги». Комплекс посвящён подвигу советского народа в сражении на северном фасе Курской дуги. В само́м же Курске возведён мемориальный комплекс «Курская дуга», в который входят бронзовый памятник Георгию Жукову, храм Георгия Победоносца, триумфальная арка, братская могила и аллея военной техники. Эти комплексы включены в популярный туристско-экскурсионный маршрут «Огненные высоты Великой Победы». Маршрут также построен по местам боёв на северном фасе Курской дуги. Он имеет протяжённость около 185 км и включает 20 объектов в Курске и области.
Садово-парковое искусство представлено в усадьбе Барятинских Марьино близ села Ивановское (1810-е годы), усадьбе А. А. Фета в деревне Воробьёвка Золотухинского района.

### Священные места и религиозные достопримечательности
В Курске и области множество храмов, церквей, монастырей, часовен, привлекающих паломников со всего православного мира. Одни из самых посещаемых в Курске это Знаменский кафедральный собор, Сергиево-Казанский собор (связанный с преподобным Серафимом Саровским), Храм Воскресения Христова. В местечке Свобода Золотухинского района находится монастырь Курская Коренная Рождество-Богородичная пустынь, возведённый в XVI веке на месте явления Коренной иконы Божией Матери. В Курске есть также католический Храм Успения Пресвятой Богородицы, выполненный в неоготическом архитектурном стиле

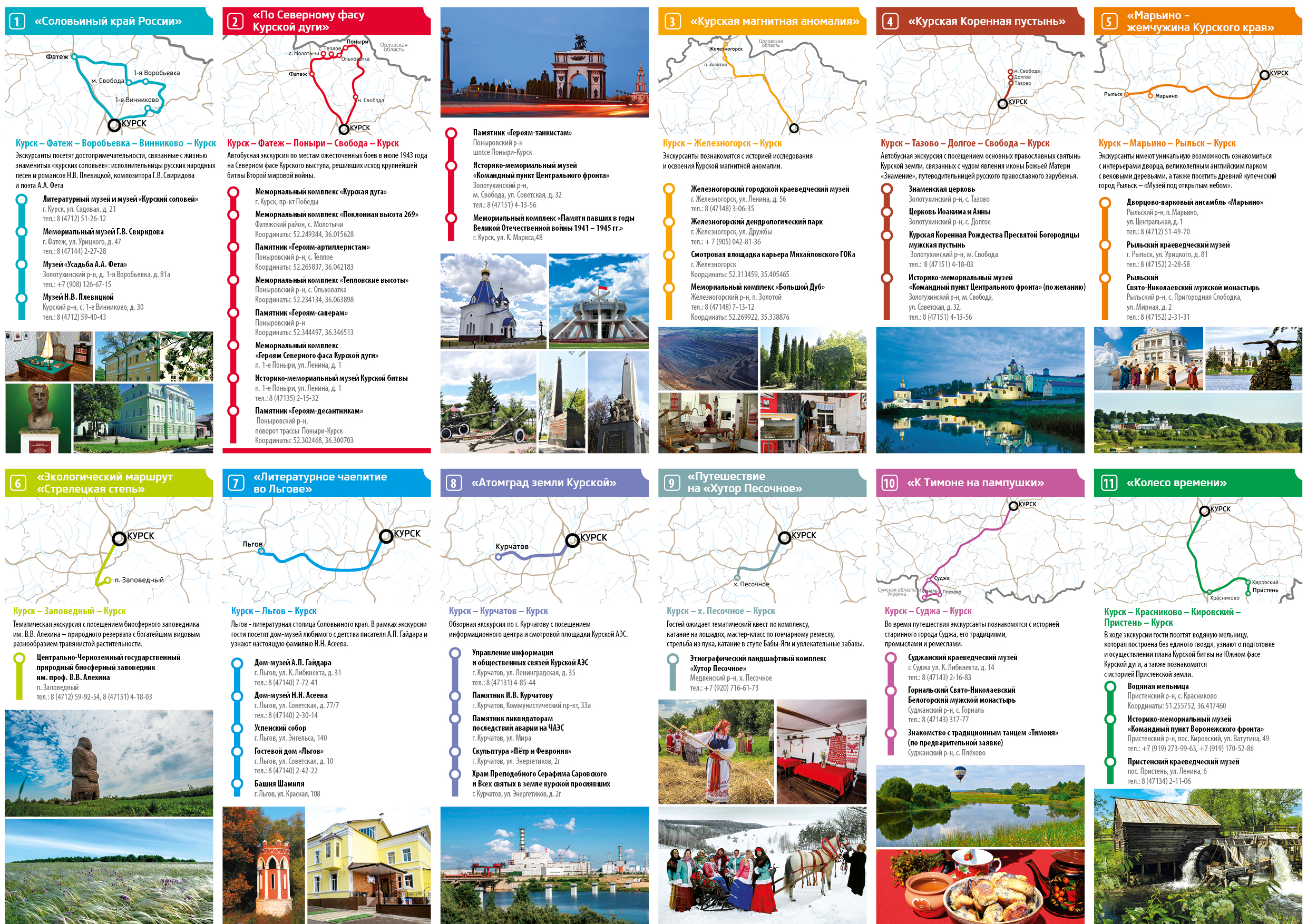
11 основных действующих туристических маршрутов по Курской области

## Туристские маршруты

### По Северному фасу Курской дуги
Автобусная экскурсия по местам ожесточенных боев в июле 1943 года на Северном фасе Курского выступа, решивших исход крупнейшей битвы Второй мировой войны.

#### Маршрут
Курск – Фатеж – Поныри – Свобода – Курск

##### Объекты показа
- Мемориальный комплекс «Курская дуга» (г. Курск, пр-кт Победы);
- Мемориальный комплекс «Поклонная высота 269» (Фатежский район, с. Молотычи, Координаты: 52.249344, 36.015628);
- Памятник «Героям-артиллеристам» (Курская обл., Поныровский р-н, с. Теплое, Координаты: 52.265837, 36.042183);
- Мемориальный комплекс «Тепловские высоты» (Курская обл., Поныровский р-н, с. Ольховатка, Координаты: 52.234134, 36.063898);
- Памятник «Героям-саперам» (Курская обл., Поныровский р-н, Координаты: 52.344497, 36.346513);
- Мемориальный комплекс «Героям Северного фаса Курской дуги» (Курская обл., п. 1-е Поныри, ул. Ленина, д. 1);
- Историко-мемориальный музей Курской битвы (Курская обл., п. 1-е Поныри, ул. Ленина, д. 1;
- Памятник «Героям-десантникам» (Курская обл., Поныровский р-н, поворот трассы Поныри-Курск, Координаты: 52.302468, 36.300703);
- Памятник «Героям-танкистам» (Танк Т-34) (Курская обл., Поныровский р-н, шоссе Поныри-Курск)
- Историко-мемориальный музей «Командный пункт Центрального фронта» (Курская обл., Золотухинский р-н, м. Свобода, ул. Советская, д. 32;
- Мемориальный комплекс «Памяти павших в годы Великой Отечественной войны 1941—1945 гг.» (г. Курск, ул. К. Маркса,48).

### Соловьиный край России
Экскурсанты посетят достопримечательности, связанные с жизнью знаменитых «курских соловьев»: исполнительницы русских народных песен и романсов Н.В. Плевицкой, композитора и пианиста Г.В. Свиридова и поэта А.А. Фета.

#### Маршрут
Курск – Фатеж – Воробьевка – Винниково – Курск

##### Объекты показа
- Литературный музей и музей «Курский соловей» (г. Курск, ул. Садовая, д. 21;
- Мемориальный музей Г.В. Свиридова (г. Фатеж, ул. Урицкого, д. 47;
- Музей «Усадьба А.А. Фета» (Курская обл., Золотухинский р-н, д. 1-я Воробьевка, д. 81а;
- Музей Н.В. Плевицкой (Курская обл., Курский р-н, с. 1-е Винниково, д. 30.

### Курская магнитная аномалия
Экскурсанты познакомятся с историей исследования и освоения Курской магнитной аномалии.

#### Маршрут
Курск – Железногорск – Курск

##### Объекты показа
- Железногорский городской краеведческий музей (Курская обл., г. Железногорск, ул. Ленина, д. 56;
- Железногорский дендрологический парк (Курская обл., г. Железногорск, ул. Дружбы;
- Смотровая площадка карьера Михайловского ГОКа (Курская обл., г. Железногорск, координаты: 52.313459, 35.405465);
- Мемориальный комплекс «Большой Дуб» (Курская обл., Железногорский р-н, п. Золотой, Координаты: 52.269922, 35.338876).

### Курская Коренная пустынь
Автобусная экскурсия с посещением основных православных святынь Курской земли, связанных с чудом явления иконы Божьей Матери «Знамение», путеводительницей русского православного зарубежья.

#### Маршрут
Курск – Тазово – Долгое – Свобода – Курск

##### Объекты показа
- Знаменская церковь (Курская обл., Золотухинский р-н, с. Тазово);
- Церковь Иоакима и Анны (Курская обл., Золотухинский р-н, с. Долгое);
- Курская Коренная Рождество-Богородичная пустынь (Курская обл., Золотухинский р-н, м. Свобода;
- Историко-мемориальный музей «Командный пункт Центрального фронта» (Курская обл., Золотухинский р-н, м. Свобода, ул. Советская, д. 32.

### Стрелецкая степь
Тематическая экскурсия с посещением биосферного заповедника им. В.В. Алехина – природного резервата с богатейшим видовым разнообразием травянистой растительности.

#### Маршрут
Курск – Заповедный – Курск

##### Объекты показа
- Центрально-Чернозёмный государственный биосферный заповедник им. проф. В.В. Алехина (Курская обл., п. Заповедный.

### Марьино – жемчужина Курского края
Экскурсанты имеют уникальную возможность ознакомиться с интерьерами дворца, великолепным английским парком с вековыми деревьями, а также посетить древний купеческий город Рыльск – «Музей под открытым небом».

#### Маршрут
Курск – Марьино – Рыльск – Курск

##### Объекты показа
- Дворцово-парковый ансамбль «Марьино» (Курская обл., Рыльский р-н, п. Марьино, ул. Центральная, д. 1;
- Рыльский краеведческий музей (Курская обл., г. Рыльск, ул. Урицкого, д. 81;
- Рыльский Свято-Николаевский мужской монастырь (Курская обл., Рыльский р-н, с. Пригородняя Слободка, ул. Мирная, д. 2.

### Литературное чаепитие во Льгове
Льгов – литературная столица Соловьиного края. В рамках экскурсии гости посетят дом-музей любимого детского писателя А.П. Гайдара и узнают настоящую фамилию Н.Н. Асеева.

#### Маршрут
Курск – Льгов – Курск

##### Объекты показа
- Дом-музей А.П. Гайдара (Курская обл., г. Льгов, ул. К. Либкнехта, д. 31;
- Дом-музей Н.Н. Асеева (Курская обл., г. Льгов, ул. Советская, д. 77/7;
- Успенский собор (Курская обл., г. Льгов, ул. Энгельса, 140);
- Гостевой дом «Льгов» (Курская обл., г. Льгов, ул. Советская, д. 10;
- Башня Шамиля (Курская обл., г. Льгов, ул. Красная, 108).

### Атомград земли Курской
Обзорная экскурсия по г. Курчатову с посещением информационного центра и смотровой площадки Курской АЭС.

#### Маршрут
Курск – Курчатов – Курск

##### Объекты показа
- Управление информации и общественных связей Курской АЭС (Курская обл., г. Курчатов, ул. Ленинградская, д. 35;
- Памятник И.В. Курчатову (Курская обл., г. Курчатов);
- Памятник ликвидаторам последствий аварии на ЧАЭС (Курская обл., г. Курчатов);
- Скульптура «Пётр и Феврония» (Курская обл., г. Курчатов);
- Храм Преподобного Серафима Саровского и Всех святых в земле курской просиявших (Курская обл., г. Курчатов, ул. Энергетиков, д. 2г).

### Путешествие на «Хутор Песочное»
Гостей ожидает тематический квест по комплексу, катание на лошадях, мастер-класс по гончарному ремеслу, стрельба из лука, рыбалка, катание в ступе Бабы-Яги и увлекательные забавы.

#### Маршрут
Курск – х. Песочное – Курск

##### Объекты показа
- Этнографический ландшафтный комплекс «Хутор Песочное» (Курская обл., Медвенский р-н, х. Песочное.

### К Тимоне на пампушки
Во время путешествия экскурсанты познакомятся с историей старинного города Суджа, его традициями, промыслами и ремеслами.

#### Маршрут
Курск – Суджа – Курск

##### Объекты показа
- Суджанский краеведческий музей (Курская обл., г. Суджа ул. К. Либкнехта, д. 14;
- Горнальский Свято-Николаевский Белогорский мужской монастырь (Курская обл., Суджанский р-н, с. Горналь;
- Знакомство с традиционным танцем «Тимоня» (Курская обл., Суджанский р-н, с. Плёхово).

### Колесо времени
В ходе экскурсии гости посетят водяную мельницу, которая построена без единого гвоздя, узнают о подготовке и осуществлении плана Курской битвы на Южном фасе Курской дуги, а также историю Пристенской земли.

#### Маршрут
Курск – Красниково – Кировский – Пристень – Курск

##### Объекты показа
- Водяная мельница (Курская обл., Пристенский р-н, с. Красниково, координаты: 51.255752, 36.417460);
- Историко-мемориальный музей «Командный пункт Воронежского фронта» (Курская обл., Пристенский р-н, пос. Кировский, ул. Ватутина, 49
Пристенский краеведческий музей (Курская обл., пос. Пристень, ул. Ленина, 6.

## События
- Крестный ход с переносом Курской Коренной иконы Божией Матери «Знамение», совершаемый дважды в год: из Курского Знаменского монастыря в Коренную пустынь (в девятую пятницу по Пасхе) и обратно (сентябрь).
- Крестный ход с чудотворной иконой Божией Матери «Пряжевская» из Горнальского Свято-Николаевского Белогорского монастыря в село Мирополье.
- Курская коренская ярмарка;
- Международный фестиваль «Джазовая провинция»;
- Музыкально-поэтический вечер «Соловьиная ночь в усадьбе А. А. Фета»;
- Среднерусский экономический форум;
- Фестиваль «Дни жатвы»;
- Фестиваль «Рок под Курском»;
- Фестиваль авторской песни «Соловьиная трель»;
- Фольклорно-обрядовый праздник народного календаря «Левада».